# Oubli de la fréquence de base
L'oubli de la fréquence de base (aussi connue sous le nom de négligence de la taille de l'échantillon) est un biais cognitif lié aux lois statistiques, qui se manifeste par le fait que les gens oublient souvent de considérer la fréquence de base de l'occurrence d'un événement lorsqu'ils cherchent à en évaluer une probabilité. Le plus souvent, cela conduit à surestimer cette probabilité.

## Historique
Dans les années 1970, les psychologues et économistes Daniel Kahneman et Amos Tversky ont mené une série d'expériences mettant en évidence les erreurs dues à l'oubli de la fréquence de base, courantes même chez des personnes hautement diplômées.

## Exemples didactiques

### Algorithmes de reconnaissance faciale

Diagramme de Venn illustrant l'oubli de la fréquence de base. La disproportion entre le nombre de terroristes, la taille de la population déclenchant l'alerte et celle de la population générale augmente considérablement le risque d'erreur.

On imagine une ville d'un million d'habitants. Sur ce million (1 000 000) d'individus, 100 sont des terroristes recherchés et identifiés comme tels sur une liste, les 999 900 autres étant présumés innocents. Afin de détecter les terroristes, la ville installe des caméras de vidéosurveillance avec un dispositif de reconnaissance faciale automatique : celui-ci doit déclencher une alerte dès lors que le visage filmé est celui d'un des 100 terroristes de la liste. Malheureusement, le dispositif de reconnaissance faciale n'est pas parfait. Supposons qu'il ait un « taux d'erreur de 1 % », ou, plus précisément, que :
- sa sensibilité soit de 99 %, soit un taux de 1 % de faux négatifs parmi les vrais terroristes ;
- sa spécificité soit de 99 %, soit un taux de 1 % de faux positifs parmi les innocents.

Lorsqu'une alerte se déclenche, quelle est la probabilité que l'on soit en présence d'un terroriste répertorié sur la liste ?
Si l'on raisonne avec « oubli de la fréquence de base », c'est-à-dire en ne retenant que le « taux d'erreur est de 1 % », on répond trop rapidement qu'il y a 99 % de probabilité que l'individu soit effectivement un terroriste lorsqu'une alerte est déclenchée. Ce qui est erroné. En effet, en imaginant que le million entier d'habitants est passé devant le système, deux situations sont à prendre en compte simultanément :
- 99 % des terroristes déclenchent l'alerte, soit 99 terroristes sur les 100 de la liste (selon la définition de la sensibilité) ;
- 1 % des innocents déclenchent l'alerte, soit 9 999 innocents sur 999 900 (selon la définition de la spécificité).

Il y a donc en tout 99 + 9999 = 10 098 alertes. Lorsqu'une alerte se déclenche, la probabilité que l'individu soit effectivement un terroriste est donc de 99 sur 10 098, c'est-à-dire une probabilité de 0,98 % et non de 99 %. Cette probabilité peut être retrouvée par le théorème de Bayes.

### Vaccination

Dans ce diagramme, si on prend l'hypothèse qu'une majorité de non-vaccinés sont hospitalisés, et une petite minorité des vaccinés sont hospitalisés, on constate mathématiquement que les vaccinés sont plus nombreux à être hospitalisés, étant donné leur grande fréquence de base.

Soit une population vaccinée à 95 % contre un virus. Le vaccin, bien qu'imparfaitement efficace, est supposé très efficace contre toute forme symptomatique de la maladie. Durant la pandémie, on enregistre le nombre de non-vaccinés et de vaccinés parmi les malades testés positifs, pour déterminer l'impact de la vaccination sur la réponse immunitaire obtenue contre la maladie.
Intuitivement, un nombre élevé de vaccinés parmi les malades pourrait laisser penser que le vaccin est en fin de compte très peu efficace contre la maladie. Mais cette intuition est biaisée : on ne peut pas comparer des nombres de cas sur des populations de tailles différentes ; s'il y a beaucoup de vaccinés parmi les malades c'est simplement dû au fait que la population de base des vaccinés est très grande.
Dans l'hypothèse d'un vaccin efficace à 95 % contre la maladie et d'une couverture vaccinale de 96 % de la population :
- parmi les vaccinés (96 % de la population), 5 % (du fait des 95 % d'efficacité du vaccin) risquent de contracter une forme de la maladie contre laquelle ils n'auront aucune réponse immunitaire apprise, soit 4,8 % de la population totale ;
- parmi les non-vaccinés (4 % de la population), 100 % risquent de contracter une forme de la maladie contre laquelle ils n'auront aucune réponse immunitaire apprise, soit 4 % de la population.

Avec un vaccin efficace à 95 % et une couverture vaccinale de 96 %, il y a une probabilité que le nombre de vaccinés malades soit plus élevé que le nombre de non-vaccinés malades,,.
En poussant à l’extrême ce cas de figure, dans la situation où la totalité de la population est vaccinée avec un vaccin efficace à 95 %, la totalité des malades hospitalisés est constituée de personnes vaccinées.